# Kake (Stany Zjednoczone)
Kake – miasto w Stanach Zjednoczonych, w stanie Alaska, w okręgu Petersburg. W 2010 roku liczyło 557 mieszkańców.